# Pierre Henri Boum Nack
Pierre Henri Boum Nack , né le 30 septembre 1919 à Boumnkok (Cameroun) a été Secrétaire d'Etat aux Travaux Publics du Cameroun oriental dans le dix-septième Gouvernement du Cameroun.

## Parcours administratif et politique
Pierre Henri Boum Nack né le 30 septembre 1919 à Boumnok, maître d'enseignement de 1939 à 1943, douanier, député à l'Assemblée législative du Cameroun oriental à partir du 6 juin 1965 ; a été Secrétaire d'État aux Travaux Publics du Cameroun oriental de 1965 à 1969,dans le dix-septième Gouvernement du président Ahmadou Ahidjo.

## Hommage
Issu du clan Ndog Sul chez les Bassa, Etienne Gérard Kack Kack dans son ouvrage "L'autopsie d'une famille africaine : l'exemple de Ndog Sul du Cameroun" rend un hommage à Pierre Boum Nack et au pasteur Mabe ma Nkoma.